# 弹簧刀无人机
弹簧刀无人机（AeroVironment Switchblade）是由AeroVironment开发的微型游荡弹药无人机。它被外界稱為“神风特攻队无人机”，能够發現目標後朝目標撞擊並與目标同歸於盡。 弹簧刀无人机體積小，可以放在背包中，它可以从地面、海上和空中发射。弹簧刀无人机有兩種改裝型號，分別為弹簧刀无人机300（Switchblade 300）和弹簧刀无人机600（Switchblade 600） 。

## 历史
弹簧刀无人机項目是由美国空军特种作战司令部率先提出，然后由美国陆军接手。它于2011年8月亮相、2011年7月29日，美国陆军與AeroVironment公司簽訂了一份490万美元的合同，並向美國驻阿富汗部队部署数量不详的弹簧刀无人机。
2012年5月，美国海军陆战队开始订购弹簧刀無人機。
2015年4月，美國海军陆战队从一架V-22魚鷹式傾轉旋翼機上發射了一架弹簧刀無人機。 截至持久自由军事行动結束時，美國在阿富汗共部署了4,000多架弹簧刀無人機。 2017年年中，AeroVironment向美国特种作战司令部提供350架弹簧刀無人機用于打击伊斯兰国。 
2018年底，AeroVironment宣佈正在开发體積更大的弹簧刀無人機600。  2020年3月，AeroVironment透露它在前一年已对该型號进行了飞行测试。
2021年3月31日，美国特种作战司令部與AeroVironment簽訂了一份價值2,610万美元的弹簧刀無人機600契約。 
2022年俄羅斯入侵烏克蘭后，美國在3月16日确认向乌克兰武装部队提供100多架弹簧刀無人機。
2024年8月，美国陆军与AeroVironment签订了一份近10亿美元的合同，计划在未来五年内交付大量弹簧刀自杀式无人机。这一举措旨在显著扩充单向攻击弹药库存，提升步兵从空中精准打击坦克及其他目标的能力。

## 使用國
美国
- 美国特种作战司令部：從2017年開始採購使用[16]。
- 美国陆军：2024年起配賦百餘架「彈簧刀600」（SwitchBlade 600）型無人機給美陸軍步兵旅級戰鬥隊（IBCT）使用[17]。

 中華民國
- 中華民國陸軍：2024年6月18日，美國國防安全合作署（DSCA）發布新聞指出，美國國務院同意對台軍售720架彈簧刀300型滯空攻擊飛彈、101套無人機火控系統與相關設備約6020萬美元[18][19]。

 立陶宛
- 立陶宛國防部公布，已和美國簽約採購新型彈簧刀600反裝甲徘徊彈藥。預計將於2025～2026年間交貨完畢。[20]

 乌克兰
- 2022年4月稍早美國批准對烏克蘭提供100架「彈簧刀」（Switchblade）無人機。[21]

 法國
- 法國陸軍：法國已向美國政府提出採購82套彈簧刀無人機的需求申請。[22]